# دستور زبان فارسی (کتاب خانلری)
دستور زبان فارسی یکی از کتاب‌های پرویز ناتل خانلری در زمینه دستور زبان فارسی است که اولین بار در سال ۱۳۴۳ به‌عنوان کتاب درسی دبیرستانی به چاپ رسید و بعدها بنیاد فرهنگ ایران و انتشارات توس آن را منتشر کردند.